# Joachim Georg Boeckh
Joachim Georg Boeckh (* 3. September 1899 in Dinglingen; † 17. Juni 1968 in Potsdam) war ein deutscher Literaturwissenschaftler.

## Leben
Er studierte in Tübingen evangelische Theologie und war von 1923 bis zu seinem Ausscheiden aus dem Dienst der württembergischen Landeskirche 1924 zunächst Vikar. Von 1920 bis 1923 war er maßgebliches Gründungsmitglied im Bund der Köngener, von dem er sich dann mit der von ihm geleiteten Jungmannschaft Königsbühl abspaltete. Von 1926 bis 1931 war er Lehrer in der Freien Schulgemeinde Wickersdorf und dann von 1931 bis 1933 Dozent für deutsche Sprache und Literatur in der Wolgadeutschen Republik und in Moskau. Um 1934 kam er als Lehrer an die gleichgeschaltete Odenwaldschule; 1939 in die Wehrmacht eingezogen, arbeitete er von 1941 bis 1944 an der Odenwaldschule weiter. Von 1945 bis 1949 war er Direktor des Collegium Academicum der Universität Heidelberg. 1949 wurde er Professor für neuere deutsche Literaturgeschichte an der Brandenburgischen Landeshochschule. Von 1951 bis 1952 lehrte er als Professor an der Humboldt-Universität. 1954 wurde er Mitarbeiter an der Berliner Akademie der Wissenschaften. Von 1956 bis 1961 leitete er die Arbeitsstelle für Literaturgeschichte an der Berliner Akademie. Ab 1962 war er Mitarbeiter an der Akademie auf Honorarbasis.

## Schriften (Auswahl)
- Königsbühl. Potsdam 1925, OCLC 638277101.
- als Herausgeber: Deutsche Prosa. Heidelberg 1946, OCLC 3253026.
- als Herausgeber: Deutsche Weltbetrachtung. Ein Lesebuch. Heidelberg 1948, OCLC 19918239.
- Literaturfibel. Eine erste Anleitung zur Beschäftigung mit Theorie und Praxis der Dichtung. Berlin 1953, OCLC 1036554057.